# Vargeslätten
Vargeslätten är ett naturreservat i Borgholms kommun i Kalmar län.
Området är naturskyddat sedan 2000 och är 402 hektar stort. Reservatet består avstrandängar, ekskogar och gamla tallskogar.